# Satellaview
Le Satellaview est une extension de la Super Famicom, commercialisée uniquement au Japon à partir de 1995.
Également connu sous les initiales BS-X, ce système de jeux, livré avec une cartouche de type « BS-X » et une carte mémoire de 8 Mbit, apportait quelques capacités techniques supplémentaires à la Super Famicom ainsi qu'un service de téléchargement de jeux, de codes et d'informations. Toutes les données transitaient en effet par une station de télévision par satellite nommée St.GIGA.

## Historique
Le lancement officiel du Satellaview se fit le 23 avril 1995. Le premier jeu à avoir été diffusé fut BS Zelda. Comme son nom l'indique, il s'agissait d'un remake du premier jeu de la série The Legend of Zelda revu au goût du jour avec de nombreux ajouts et changements.
Durant la première année de fonctionnement du Satellaview, il était possible de consulter des informations « en ligne » de même que des reportages audio et vidéo. Le contenu était actualisé régulièrement et les jeux en épisodes voyaient leur nouvelle partie s'adjoindre au bout de 7 jours.

Mais en 1996, l'implantation de la génération de consoles 32 bits était déjà importante (plus d'un million d'exemplaires vendus de PlayStation). Déjà à cette époque, les ventes de Satellaview commençaient à être jugées insuffisantes. Le service fourni par la société St.GIGA en pâtit puisque de nombreuses rediffusions remplacèrent les contenus inédits. En 1997, des coupes franches réduisirent de deux heures la diffusion des programmes. En 1998, un possesseur de Satellaview se retrouvait avec encore une heure de moins.
En avril 1999 et à la suite de désaccords financiers entre Nintendo et St.GIGA, notamment autour de la restructuration de l'importante dette accumulée par St.GIGA, Nintendo cessa définitivement d'alimenter le service en nouveautés et se retira du projet. En l'absence de nouveaux programmes, St.GIGA maintint néanmoins le service en activité jusqu'en juin 2000 mais, faute de nouveautés, ne put proposer que des rediffusions. Le service fut définitivement fermé le soir du 30 juin 2000.

### Un échec commercial

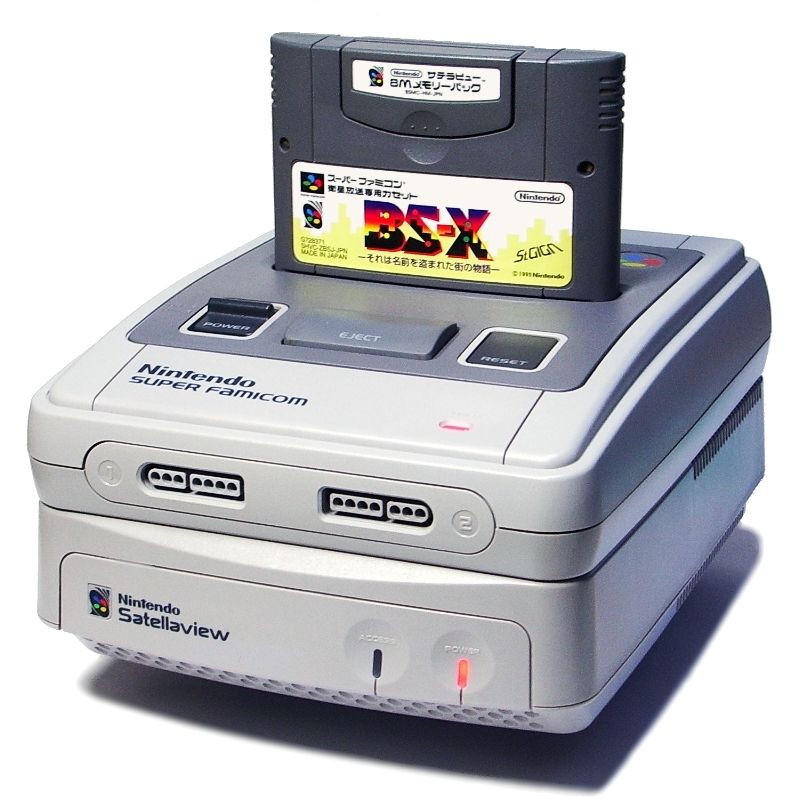
Le Satellaview connecté à la Super Famicom avec une cartouche BS-X et sa carte mémoire.

Le dernier jeu conçu pour le Satellaview sortit en 1999 à la suite de quoi, seul le service de téléchargement resta actif sans proposer de nouveautés. Ce service prit fin le 30 juin 2000, le service n'étant plus viable faute d'être alimenté par Nintendo.
Le Satellaview fut un échec pour Nintendo, commercialement parlant.

## Caractéristiques techniques

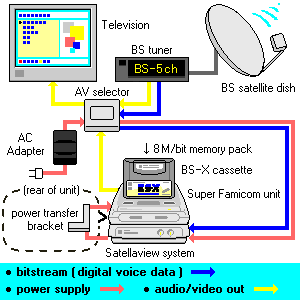
Fonctionnement du Satellaview.

- Alimentation externe via un pont avec la Super Famicom
- 1 024 Ko de ROM
- 512 Ko de RAM
- 256 Ko de mémoire Flash interne
- Multiplexeur vidéo en Y reliant la Super Famicom à la fois au téléviseur et au modem satellite

## Jeux
Malgré le fait que les jeux téléchargés étaient gratuits, d'autres furent commercialisés dans le circuit de distribution classique avec leur boîte et leur notice et d'autres n'étaient jouables qu'à des heures précises de la journée. Au total, près de 100 jeux furent diffusés, en une ou plusieurs parties.

## Informations diverses
- Les initiales BS signifient Broadcast Satellite.
- Le service de téléchargement fut actif du 23 avril 1995 jusqu'au 30 juin 2000.
- Certains jeux comme F-Zero étaient diffusés en plusieurs parties. À chaque fois, un nouveau donjon/championnat était disponible.